# Caper
Caper är Him Kerosenes första EP, utgiven 1996 på Ampersand Records. The Bear Quartet-medlemmen Peter Nuottaniemi bidrog med text till vissa låtar.

## Låtlista[1]
1. "Caper"
2. "Raisins"
3. "Super Beings/Leader"
4. "Annual"
5. "Little Tic"

## Musiker[1]
- Tomas Turunen
- Johan Forsling
- Niklas Quintana
- Nils Renberg